# Подлозцевская сельская община
Подлозцевская сельская община (укр. Підлозцівська сільська громада) — территориальная община в Дубенском районе Ровненской области Украины.
Административный центр — село Подлозцы.
Население составляет 2098 человек. Площадь — 64,8 км².
В соответствии с распоряжением Кабинета Министров Украины от 12 июня 2020 года, в состав общины вошла территория Подлозцевского и Торговицкого сельских советов упразднённого Млиновского района.

## Населённые пункты
В состав общины входит 9 сёл:
- Подлозцы
  - Великое
  - Загатинцы
  - Ставров
  - Тополье
- Торговицкий старостинский округ:
  - Завалье
  - Лихачовка
  - Новое
  - Торговица